# Sylvester Pemberton
Sylvester Pemberton, altrimenti conosciuto come Star-Spangled Kid e Skyman, è un personaggio dei fumetti DC Comics. È un supereroe che ha fatto parte di diversi supergruppi, come i Sette Soldati della Vittoria e gli All-Star Squadron durante la seconda guerra mondiale e, in tempi più recenti, l'Infinity Inc.

## Biografia

### Star-Spangled Kid
Lo Star-Spangled Kid originale era Sylvester Pemberton, un personaggio apparso in Golden Age. Divenne Star-Spangled Kid al fine di combattere le spie nemiche e la quinta colonna durante la grande guerra. Il suo caso era unico, poiché era un supereroe ragazzo che aveva una spalla adulta, Stripesy, alias Pat Dugan. Sia lui che Dugan erano superbi acrobati e abilissimi combattenti negli scontri corpo a corpo. Idearono una serie di manovre acrobatiche che permisero loro di costruire le forze uno dell'altro, l'agilità di Kid e la forza di Stripesy. Costruirono anche lo Star Rocket Racer, una limousine con sopra delle cupole con le funzioni di un razzo e di un elicottero.
Kid e Stripesy furono membri dei Sette Soldati della Vittoria così come dell'All-Star Squadron.A Pemberton e Dugan si unì Merry, la Ragazza dai 1000 Espedienti, che li rimpiazzò nella loro stessa serie.
I Sette Soldati si dispersero nel tempo e furono salvati decenni dopo dalla Justice League of America e dalla Justice Society of America. Sylvester si unì quindi alla Justice Society, al cui tempo un ferito Starman (Ted Knight) gli prestò il suo Scettro Cosmico (fu più tardi rivelato che Knight voleva che il giovane divenisse il suo erede come nuovo Starman dato che nessuno dei suoi figli aveva espresso il desiderio di seguire le sue orme). Poco dopo Kid raffinò la tecnologia dello Scettro, ideando una cintura con dei poteri simili come la proiezione dell'energia, volo e trasmutazione della materia. Infine, Sylvester si ritirò dalla carriera supereroistica per reclamare la sua eredità, il lavoro di suo padre, dal corrotto nipote. In aggiunta, riparò la relazione d'amicizia a lungo accantonata con Dugan.

### Skyman
Infine, Sylvester cambiò il suo nome in Skyman e prese la guida della squadra Infinity, Inc.. Durante questo periodo formò un'alleanza con la città di Los Angeles per commissionare il gruppo come protettori su richiesta. Acquistò anche un immobile per rivitalizzare le relative proprietà di produzione cinematografica.
Si confrontò successivamente con Solomon Grundy, che era sotto il controllo della terza Harlequin. Lei stessa era sotto l'influenza di Dummy della Injustice Unlimited. Durante l'incidente, Solomon Grundy utilizzò il tocco fatale di Mister Bones per uccidere Skyman.
La figliastra di Stripesy, Courtney Whitmore infine prese il costume di Star-Spangled Kid, sebbene successivamente cambiò il nome in Stargirl dopo aver ricevuto lo Scettro Cosmico dal settimo Starman, Jack Knight. Pemberton ritornò più tardi, dovuto ad una linea temporale alternativa, nella continuità post-Crisi per assistere la Justice Society contro Extant. Durante questa avventura, si alleò con Courtney.

### 52
Nella serie 52, Lex Luthor comprò i diritti sul nome dell'Infinity Inc. dalla Pemberton Estate e diede il nome in codice di "Skyman" ad un nuovo supereroe. Il nuovo Skyman ebbe una relazione con Natasha Irons, e fu descritto come uno degli eroi più sinceri nella Infinity Inc di Luthor. Fu ucciso e rimpiazzato dal mutaforma Everyman.